# Cyrano (rodzaj)
Cyrano – rodzaj ważek z rodziny Chlorocyphidae.

## Rozmieszczenie geograficzne
Rodzaj Cyrano obejmuje gatunki występujące endemicznie na Filipinach.

## Podział systematyczny
Do rodzaju należą następujące gatunki:
- Cyrano angustior Hämäläinen, 1989
- Cyrano unicolor (Hagen in Selys, 1869)